# Orquesta Enbel's
La Orquesta Sinfónica Enbel’s es una agrupación orquestal creada en 2008 por Encarna Beltrán-Huertas gracias a la inquietud de sus alumnos y la colaboración del Círculo de Bellas Artes de Valencia.

## Historia
Se creó en diciembre de 2008. Está formada por 20 violines, 5 violas, 7 violonchelos, 2 contrabajos, 3 flautas, 2 oboes, 2 clarinetes, 1 clarinete bajo, 2 fagots, 4 trompas, 3 trompetas, 3 trombones, 1 tuba, 3 percusiones y 3 pianos.
Al frente de la dirección de la orquesta está José Vicente Leal.
Hasta el momento han realizado cinco conciertos desde enero hasta agosto de 2009 en Valencia: Centro Cultural Carolina, Ateneo Mercantil, Benaguasil, Ayora y Jardines del Palau de la Música. Todos ellos a beneficio de la Asociación Española Contra el Cáncer.